# Anima mia (album 1973)
Anima mia è il secondo album del gruppo pop italiano I Cugini di Campagna, pubblicato nel 1973 per l'etichetta discografica Pull.

## Il disco
Anima mia conta dodici brani, tra cui otto provenienti dall'album precedente. È il primo album del gruppo che contiene brani scritti dai componenti del gruppo. Tra questi brani vi è anche il brano dell'album che ha riscosso più successo, ovvero Anima mia (pubblicata come singolo assieme al brano Te la dico), divenuta nel tempo un evergreen della musica e oggetto di cover da parte di diversi artisti internazionali, come Dalida (che ne ha interpretata una versione in francese), Perry Como o Frida degli ABBA (in questo caso il titolo fu tradotto in Ett liv i solen).
Anche il brano Brividi d'amore riscosse un discreto successo, nella versione interpretata da Nada e da Tormenta in spagnolo (1974) con il titolo Escalofríos de amor inserita nell'album Las 10 de las 10, mentre Credi in te fu interpretata inizialmente da Little Tony e da Annibale Giannarelli nell'album È solo un'impressione di...Annibale del 1972, assieme a I Cugini di Campagna. Lo stesso Annibale, sotto lo pseudonimo di Giampiero Muratti, aveva, nel 1971, già inciso una versione di Te la dico.

## Tracce

### Lato A
1. Anima mia (De Sanctis, Michetti, Paulin) - 3:19[2][3]
2. Te la dico (Meccia, Zambrini) - 2:11[3][4]
3. Un letto e una coperta (Meccia, Zambrini) - 3:30[4]
4. È il bel mondo di Dio (Meccia, Zambrini) - 2:45[4]
5. La mia poesia (Romanelli) - 3:08[4]
6. Brividi d'amore (Sacchi, Michetti, Paulin) - 4:05[2]

### Lato B
1. Credi in te (Volpi) - 3:53[2]
2. I suoi consigli (Michetti, Paulin) - 5:00 [2]
3. Po po povero mondo (Meccia) - 2:37[4]
4. L'uva è nera (Meccia, Michetti, Zambrini) - 2:30[4]
5. Come to Canterbury (Meccia, Zambrini) - 2:23[4][5]
6. La storia della mia vita (Anassandro, Germani) - 2:30[4]

## Formazione
- Flavio Paulin - voce, basso
- Ivano Michetti - chitarra
- Silvano Michetti - percussioni
- Giorgio Brandi - tastiere